# Wim de Greef
Wim de Greef (Utrecht, 20 september 1921 – aldaar, 2010) was een Nederlands worstelaar. Hij was meervoudig Nederlands Kampioen lichtgewicht (tot 67 kilogram). Daarnaast heeft hij verschillende internationale wedstrijden geworsteld.
De Greef was lid van de Utrechtse worstelvereniging Olympia. Voor deze vereniging behaalde hij het Nederlands kampioenschap lichtgewicht in 1944, 1945 en 1946. In 1947 deed hij mee aan het Europees Kampioenschap (Grieks-Romeins) tot 73 kg in Praag. Hier worstelde hij onder andere tegen de toenmalige Wereld- en Europese kampioen Yaşar Doğu uit Turkije. In 1949 won hij een wedstrijd in Antwerpen tegen de Belg H. Wuydts. Later is De Greef ook scheidsrechter geweest in het worstelen.
In 1958 organiseerde de Koninklijke Nederlandse Krachtsport Bond dat de worstelaars met het best behaalde resultaat aan het eind van het seizoen mochten gaan strijden om de titel: "Persoonlijk Kompetitie Kampioen van Nederland".  Hierin behaalde De Greef naast Anton Geesink, Wijnand Hogerseijl, Henk Emo en Loek Alflen de titel van kampioen van Nederland. Door de behaalde overwinningen van deze vijf Utrechtse worstelaars bleven van de acht te behalen titels in elke gewichtsklasse er titels in Utrecht.
Binnen het worstelen verrichtte De Greef veel bestuurswerkzaamheden. In de jaren 40 was hij al bestuurslid van Olympia. In 1953 richtte hij de worstelvereniging S.D.Z. (Samenwerking Doet Zegevieren) op in Utrecht. S.D.Z. werd een concurrent voor onder andere Olympia. Door de aanwezigheid van deze clubs (alsook De Halter) kreeg Utrecht de bijnaam "Worstelstad". In de beginjaren maakte S.D.Z. gebruik van de faciliteiten van machinefabriek Werkspoor, waar De Greef zelf werkzaam was. De Greef ontving nog een onderscheiding van de Duitse vereniging Hamborn '07 omdat hij zich 10 jaar had ingezet voor de contacten met deze club.